# 久松寛三郎
久松 寬三郞（ひさまつ かんざぶろう、天保8年（1837年） - 明治20年（1887年））は、幕末から明治時代にかけての長崎の地役人、砲術家。長崎町年寄の久松家別家の7代目当主。通称は土岐太郎、忠誨。
『日本人名大辞典』（講談社）や『日本人名大事典』（平凡社）では、久松家6代目当主の久松土岐太郎忠功の子とされているが、寬三郞は久松氏本家の新兵衛定益（ただます）の次男で、分家の久松土岐太郎家の養子となって跡を継いだ。
長崎の町が幕末の動乱の時期を乗り切る際、同じく町年寄の薬師寺久左衛門とともに対応しており、当時の文書には2人で連署したものが多い。人物伝には「寬三郞、頗る気概あり」と評されている。

## 略歴
天保8年（1837年）、久松氏本家9代目の新兵衛定益の次男として生まれる。
嘉永6年（1853年）4月、町年寄見習に就任。
安政4年（1858年）9月、養父の土岐太郎忠功が隠居した後、町年寄に就任。
元治元年（1864年）、幕末の動乱で各地から浪人が入り込んだことで長崎の治安が悪化したため、山本物次郎や浜武治兵衛たちとともに地役人とその子弟たちに砲術を教授。門弟たち40余名を率いて小銃隊や槍鉄砲組など警備隊を組織し、警備にあたらせた。
慶応3年（1867年）7月、長崎奉行支配役に就任。
戊辰戦争の際、中村六郎らとともに長崎に在留するイギリス軍人に英式調練を学び、振遠隊に日本初のイギリス式軍術を取り入れる。
明治維新の後、振遠隊が明治新政府の命により警察・軍事の任に就くようになった際には、一連の動きに協力はしたものの、今まで幕臣だった者が安易に新政府の兵隊になってよいのかと疑義を呈していた。のちに部下の兵士や武器を遊撃隊に預けて白木久風や中村六郎らとともに東京に出る。徳川家達が静岡に移った際には、ともに沼津へ行く。のちに左院少議官となった。
その後、ほどなくして職を辞して長崎に戻る。再び官職に就くことなく、明治20年（1887年）に同地で没する。享年50。